# Kanton Marseille-Belsunce
Der Kanton Marseille-Belsunce war bis 2015 ein französischer Kanton des Arrondissements Marseille, im Département Bouches-du-Rhône der Region Provence-Alpes-Côte d’Azur. Die landesweiten Änderungen in der Zusammensetzung der Kantone brachten im März 2015 seine Auflösung.
Er umfasste Teile des 1. und 7. Arrondissements von Marseille mit den Stadtteilen:

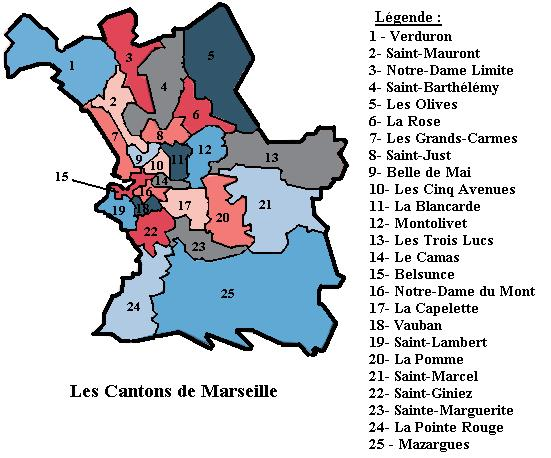
Kantone in Marseille

- Belsunce
- Noailles
- Opéra
- Pharo
- Saint Victor
- Thiers
- Vieux Port